# Si pruebas una vez
Si pruebas una vez  è un singolo del gruppo musicale statunitense Ha*Ash, pubblicato il 2 novembre 2004, come quinto singolo l'album di debutto omonimo.

## La canzone
La traccia, è stata scritta da Ángela Dávalos e Juan Luis Broissin Cruz.

## Video musicale

### Primera fila: Hecho realidad versione
Il video è stato girato sotto forma di esibizione dal vivo dal album deluxe Primera fila: Hecho realidad (2015), con Ha*Ash che inizia a cantare con la sua band dinanzi ad un gruppo persone. Il video è stato girato a Città del Messico e diretto da Nahuel Lerena. È stato pubblicato su YouTube il 20 novembre 2015.Il video ha raggiunto 5 milioni di visualizzazioni su Vevo.

## Tracce
Download digitale
1. Si pruebas una vez – 3:30 (Ángela Dávalos, Juan Luis Broissin Cruz)

## Formazione
- Ashley Grace – voce
- Hanna Nicole – voce
- Ángela Dávalos – composizione,
- Juan Luis Broissin Cruz – composizione,
- Áureo Baqueiro – programmazione, produzione
- Rodolfo Cruz  – programmazione
- Armando Ávila – chitarra

## Classifiche
| Classifica (2004)        | Posizione massima |
| ------------------------ | ----------------- |
| Messico (Monitor Latino) | 5                 |